# Соловьёв, Степан Порфирьевич
Степан Порфирьевич Соловьёв (1894—1967) — советский промышленный деятель, Герой Социалистического Труда (1964).

## Биография

Могила Соловьёва на Новодевичьем кладбище Москвы.

Родился 9 января 1894 года в Москве. После окончания гимназии работал металлистом на заводе Гужона. Участвовал в Октябрьском вооружённом восстании в Москве в 1917 году. Участвовал в боях Гражданской войны, после её окончания продолжал службу в Красной Армии начальником технической службы аэродрома. В 1930 году был уволен в запас. В 1933 году окончил Военно-воздушную инженерную академию имени Н. Е. Жуковского, в 1935 году — Промышленную академию.
В 1933—1936 годах возглавлял Тушинский авиационный завод № 82, в 1936—1937 годах — Улан-Удинский авиаремонтный завод № 99. В 1937—1940 годах занимал должность первого заместителя председателя Совета народных комиссаров Бурят-Монгольской АССР. В годы Великой Отечественной войны и в послевоенные годы - заместитель народного комиссара (министра) цветной металлургии СССР.
С 1953 года руководил Московским комбинатом твёрдых сплавов. Завод освоил производство большого ассортимента продукции, в том числе титановых сплавов, вольфрамовых ангидридов, твёрдых сплавов для металлообрабатывающей и горнодобывающих отраслей, искусственных алмазов. Кроме того, завод освоил технологические процессы прессовки, спекания, шлифовки и нанесения покрытий.
Указом Президиума Верховного Совета СССР от 8 января 1964 года за «большие заслуги в области развития отечественной промышленности твердых сплавов, активную общественно-политическую деятельность и в связи с семидесятилетием со дня рождения» Степан Соловьёв был удостоен высокого звания Героя Социалистического Труда с вручением ордена Ленина и медали «Серп и Молот».
Умер 21 января 1967 года, похоронен на Новодевичьем кладбище Москвы.
Награждён тремя орденами Ленина, орденами Трудового Красного Знамени, «Знак Почёта» и Красной Звезды, рядом медалей.
В честь Соловьёва назван руководимый им при жизни комбинат, на территории которого в 1973 году установлен его бюст.